# José Antonio Meade Kuribreña
José Antonio Meade Kuribreña, né le 27 février 1969 à Mexico, est un homme politique mexicain, secrétaire des Finances et du Crédit public de 2016 à 2017. 
Il est le secrétaire des Relations extérieures du Mexique de 2012 à 2015. Il a été le secrétaire de l'Énergie du Mexique entre 7 janvier 2011 et 9 septembre 2011, aussi que le secrétaire des Finances et du Crédit public entre 9 septembre 2011 et 30 novembre 2012.

## Biographie
Il est d'origine irlandaiseet libanaise. Il est le petit-fils de l'avocat et sculpteur José Kuribreña.
José Antonio Meade Kuribreña a étudié le droit à l'Université nationale autonome du Mexique et l'économie à l'Institut technologique autonome du Mexique (ITAM). Il a un doctorat en économie par l'Université Yale.
Il a été professeur de microéconomie et de macroéconomie à l'ITAM et à l'Université Yale.

### Fonctions politiques
Il a développé la majeure partie de son parcours professionnel dans le secteur financier. Il a travaillé pour la Banque du Mexique et au Secrétariat des Finances et du Crédit public.
Il est investi par le PRI pour l'élection présidentielle de 2018. Il n'est toutefois pas membre du parti, évitant ainsi d'être associé aux affaires de corruption dans lesquelles le PRI est impliqué. Il est considéré comme étant de tendance conservatrice.
Sa désignation comme candidat du parti par le président Enrique Peña Nieto a été mal reçue au sein du PRI et a provoqué une fuite de cadres du parti. Lors de la campagne électorale, il est accusé par son adversaire, Ricardo Anaya Cortés, candidat du Parti d’action nationale, de manipulations frauduleuses.